# Лан (округ)
Округ Лан (фр. Arrondissement de Laon) — округ у Франції, в департаменті Ена. 2023 року округ об'єднував 240 муніципалітетів, населення становило 154 583 особи.
Адміністративний центр (супрефектура) — Лан.

## Муніципалітети
Список муніципалітетів округу та їхні коди INSEE:
1. Аббекур (02001)
2. Агількур (02005)
3. Аміньї-Руї (02014)
4. Аміфонтен (02013)
5. Ангількур-ле-Сар (02017)
6. Андлен (02016)
7. Анізі-ле-Гран (02018)
8. Аньїкур-е-Сешель (02004)
9. Аррансі (02024)
10. Ассі-сюр-Серр (02027)
11. Аті-су-Лан (02028)
12. Ашрі (02002)
13. Барантон-Бюньї (02046)
14. Барантон-Сель (02047)
15. Барантон-сюр-Серр (02048)
16. Баризі-о-Буа (02049)
17. Бассоль-Оле (02052)
18. Беме (02078)
19. Бені-е-Луазі (02080)
20. Беррі-о-Бак (02073)
21. Берріє (02072)
22. Бертокур-Епурдон (02074)
23. Бертрикур (02076)
24. Бетанкур-ан-Во (02081)
25. Б'євр (02088)
26. Бішанкур (02086)
27. Блеранкур (02093)
28. Бомон-ан-Бен (02056)
29. Бонкур (02097)
30. Бор'є (02058)
31. Босмон-сюр-Серр (02101)
32. Ботор (02059)
33. Бранкур-ан-Ланнуа (02111)
34. Бре-ан-Ланнуа (02115)
35. Брі (02122)
36. Брюєр-е-Монберо (02128)
37. Буа-ле-Парньї (02096)
38. Буконвіль-Воклер (02102)
39. Бур-е-Комен (02106)
40. Бургіньон-су-Кусі (02107)
41. Бургіньон-су-Монбавен (02108)
42. Буффіньєре (02104)
43. Бюсі-ле-Серні (02132)
44. Бюсі-ле-П'єррпон (02133)
45. Вандресс-Бон (02778)
46. Варискур (02761)
47. Вассонь (02764)
48. Велю (02791)
49. Вель-е-Комон (02790)
50. Верней-су-Кусі (02786)
51. Верней-сюр-Серр (02787)
52. Версіньї (02788)
53. Вівез (02821)
54. Вільк'єр-Омон (02807)
55. Вільнев-сюр-Ен (02360)
56. Вірі-Нурей (02820)
57. Віссіньїкур (02834)
58. Воксайон (02768)
59. Ворж (02824)
60. Восель-е-Беффкур (02765)
61. Вуаєнн (02827)
62. Гвіанкур (02364)
63. Гіврі (02362)
64. Гранлю-е-Фе (02353)
65. Гудланкур-ле-Берріє (02349)
66. Гудланкур-ле-П'єррпон (02350)
67. Гюні (02363)
68. Данізі (02260)
69. Деє (02262)
70. Дерсі (02261)
71. Ебуло (02274)
72. Еверньїкур (02299)
73. Езель (02007)
74. Еї (02565)
75. Епп (02282)
76. Ерлон (02283)
77. Етувель (02294)
78. Жизі (02346)
79. Жувенкур-е-Дамарі (02399)
80. Жуманкур (02395)
81. Жуміньї (02396)
82. Камелен (02140)
83. Каюель-Крепіньї (02139)
84. Кенсі-Басс (02632)
85. К'єрзі (02631)
86. Класі-е-Тьєрре (02196)
87. Колліжі-Кранделен (02205)
88. Комманшон (02207)
89. Комон (02145)
90. Конде-сюр-Сюїпп (02211)
91. Кондран (02212)
92. Консевре (02208)
93. Корбені (02215)
94. Краонн (02234)
95. Краоннель (02235)
96. Крепі (02238)
97. Кресі-о-Мон (02236)
98. Кресі-сюр-Серр (02237)
99. Куврон-ет-Оманкур (02231)
100. Курб (02222)
101. Куртризі-е-Фюссіньї (02229)
102. Кусі-ла-Віль (02219)
103. Кусі-ле-Шато-Оффрик (02217)
104. Кусі-лез-Епп (02218)
105. Кюїр'є (02248)
106. Кюїрі-ле-Шодард (02250)
107. Кюїссі-е-Жені (02252)
108. Ла-Віль-о-Буа-ле-Понтавер (02803)
109. Ла-Мальмезон (02454)
110. Ла-Невіль-Босмон (02545)
111. Ла-Невіль-ан-Бен (02546)
112. Ла-Сельв (02705)
113. Ла-Фер (02304)
114. Лаваль-ан-Ланнуа (02413)
115. Лан (02408)
116. Ландрикур (02406)
117. Ланіскур (02407)
118. Лаппіон (02409)
119. Леї-су-Кусі (02423)
120. Лор (02440)
121. Льє (02431)
122. Льєрваль (02429)
123. Льєсс-Нотр-Дам (02430)
124. Манікам (02456)
125. Марест-Дамкур (02461)
126. Марль (02468)
127. Марсі-су-Марль (02460)
128. Мартіньї-Курп'єрр (02471)
129. Марше (02457)
130. Машкур (02448)
131. Мебрекур-Ришкур (02480)
132. Мезі (02453)
133. Мейо (02473)
134. Менсі (02474)
135. Мериваль (02482)
136. Мерльє-е-Фукроль (02478)
137. Міссі-ле-П'єррпон (02486)
138. Моленшар (02489)
139. Мон-ан-Ланнуа (02497)
140. Монбавен (02499)
141. Монсо-ле-Ле (02492)
142. Монсо-ле-Вааст (02493)
143. Монтегю (02498)
144. Монтено (02508)
145. Монтіньї-ле-Фран (02513)
146. Монтіньї-су-Марль (02516)
147. Монтіньї-сюр-Кресі (02517)
148. Моншалон (02501)
149. Мореньї-ан-Е (02472)
150. Мортьє (02529)
151. Мулен (02530)
152. Муссі-Верней (02531)
153. Мюскур (02534)
154. Невіль-сюр-Елетт (02550)
155. Нефльє (02542)
156. Нефшатель-сюр-Ен (02541)
157. Нізі-ле-Конт (02553)
158. Нувіон-е-Катійон (02559)
159. Нувіон-ле-Конт (02560)
160. Нувіон-ле-Віне (02561)
161. Обіньї-ан-Ланнуа (02033)
162. Ольнуа-су-Лан (02037)
163. Онь (02566)
164. Оренвіль (02572)
165. Оржеваль (02573)
166. Отревіль (02041)
167. Отреманкур (02039)
168. Пансі-Курткон (02583)
169. Парньї-ле-Буа (02591)
170. Парньян (02588)
171. Парфондрю (02587)
172. Пессі (02582)
173. П'єррманд (02599)
174. П'єррпон (02600)
175. Пінон (02602)
176. Піньїкур (02601)
177. Плуаяр-е-Ворсен (02609)
178. Пон-Сен-Мар (02616)
179. Понтавер (02613)
180. Прель-е-Тьєрні (02621)
181. Премонре (02619)
182. Провізе-е-Пленуа (02627)
183. Пруве (02626)
184. Пуї-сюр-Серр (02617)
185. Ремі (02638)
186. Рожекур (02651)
187. Руайокур-е-Шайве (02661)
188. Русі (02656)
189. Самуссі (02697)
190. Селан (02704)
191. Сен-Гобен (02680)
192. Сен-Нікола-о-Буа (02685)
193. Сен-П'єррмон (02689)
194. Сен-Поль-о-Буа (02686)
195. Сен-Тома (02696)
196. Сенсені (02719)
197. Сент-Ерм-Утр-е-Рамкур (02676)
198. Сент-Круа (02675)
199. Сент-Обен (02671)
200. Сент-Прев (02690)
201. Серве (02716)
202. Серні-ан-Ланнуа (02150)
203. Серні-ле-Бюсі (02151)
204. Сесьєр-Сюзі (02153)
205. Сетво (02707)
206. Сії (02194)
207. Сіссонн (02720)
208. Сон-е-Роншер (02727)
209. Таво-е-Понсерикур (02737)
210. Терньє (02738)
211. Травсі (02746)
212. Тролі-Луар (02750)
213. Трюсі (02751)
214. Тулі-е-Аттанкур (02745)
215. Тьєрню (02742)
216. Ульш-ла-Валле-Фулон (02578)
217. Фестьє (02309)
218. Фоламбре (02318)
219. Френ (02333)
220. Фрессанкур (02335)
221. Фрієр-Фаюель (02336)
222. Фруадмон-Коартій (02338)
223. Фурдрен (02329)
224. Шайвуа (02155)
225. Шаландрі (02156)
226. Шам (02159)
227. Шамбрі (02157)
228. Шамуй (02158)
229. Шарм (02165)
230. Шатійон-ле-Сон (02169)
231. Шевреньї (02183)
232. Шере (02177)
233. Шері-ле-Пуї (02180)
234. Шермізі-Ай (02178)
235. Шиві-лез-Етувель (02191)
236. Шивр-ан-Ланнуа (02189)
237. Шодард (02171)
238. Шоні (02173)
239. Юньї-ле-Ге (02754)
240. Юрсель (02755)